# Mauricio Funes
Carlos Mauricio Funes Cartagena (San Salvador, 18 de outubro de 1959 – Manágua, 21 de janeiro de 2025) foi um jornalista e político salvadorenho, presidente do seu país de 2009 até 2014. A eleição de Mauricio Funes, em 15 de março de 2009, pôs fim a vinte anos de hegemonia da direita em El Salvador.

## Carreira
Funes foi o candidato da Frente Farabundo Martí de Libertação Nacional (FMLN). O partido, derivado da organização guerrilheira homônima, foi criado em 1992, ao fim de 12 anos de guerra civil. A vitória nas urnas veio na quarta tentativa da FMLN de conquistar a presidência do país.
Mauricio Funes foi casado com a brasileira, de São Paulo, Vanda Pignato, representante do Partido dos Trabalhadores (PT) para a América Central. Sua campanha eleitoral foi realizada por João Santana, marqueteiro das campanhas de Luiz Inácio Lula da Silva em 2006 e de Dilma Rousseff em 2010.
Uma pesquisa divulgada em 5 de abril de 2010, realizada pela Consulta Mitofsky, apontou Maurício Funes como sendo o governante mais popular das Américas, com 83% de aprovação.
Em 2016, temendo uma condenação em meio há uma investigação por corrupção e enriquecimento ilícito contra ele, fugiu para a Nicarágua após ter seu pedido de asilo para ele e sua família a Daniel Ortega atendido que deu a Mauricio cidadania nicaraguense. Em 2023, foi condenado por um tribunal em El Salvador a 14 anos de prisão por envolvimento com grupos e gangues criminosas locais e descumprimento de deveres com o país.
Funes morreu em 21 de janeiro de 2025, aos 65 anos, em Manágua.